# 张正甫 (唐朝)
張正甫（751年—834年），字踐方，鄧州向城縣人，唐朝官員。
生於天寶十年（751年），出身官宦之家，曾祖張大禮，官至坊州刺史，祖父張紹貞，官至尚書右丞。父張泚，官至蘇州司馬。兄長張式於大曆七年壬子科進士第一名。
張正甫於貞元二年（786年）丙寅科狀元及第，山南东道节度观察使樊澤招为从事，舉薦李絳。贬为郴州长史。历任殿中侍御史、户部员外郎。大和五年（831年）任检校兵部尚书、太子詹事。卒於大和八年（834年）。赠太子太师。韓愈稱之“正直之性，懷剛毅之姿。嫉惡如仇讎，見善若飢渴。備更內外，灼有名聲。”有子張毅夫。

## 延伸阅读
[在维基数据编辑]
 《舊唐書/卷162》，出自刘昫《舊唐書》